# Solanum saturatum
Solanum saturatum är en potatisväxtart som beskrevs av Michael Nee. Solanum saturatum ingår i släktet skattor som ingår i familjen potatisväxter. Inga underarter finns listade i Catalogue of Life.